# Bullet (Švýcarsko)
Bullet je obec na západě Švýcarska v kantonu Vaud. Žije zde 655 obyvatel.

## Geografie
Bullet leží v nadmořské výšce 1143 m, vzdušnou čarou 8 km severozápadně od okresního města Yverdon-les-Bains. Obec se nachází na otevřeném jižním svahu masivu Chasseron v pohoří Jura, na slunném a panoramatickém místě ve výšce přibližně 700 metrů nad rovinou Švýcarské plošiny. Za jasného počasí se z Bullet naskýtá panoramatický výhled na Alpy od Mont Blancu až po oblast Säntisu.
Katastr obce o rozloze 16,9 km² se rozkládá na jižním svahu masivu Chasseron. Území obce se rozkládá od okraje nad srázem Côte de Vugelles na severu, přes předpolí Chasseronu v nadmořské výšce přibližně 1200 m a lesní svah La Grande Joux až po hřeben Chasseronu, který je se svými 1608 m n. m. nejvyšším bodem v Bullet. Jihozápadně od vrcholu se nachází Petites Roches (1583 m n. m.) a severovýchodně výšiny Les Cernets (1454 m n. m.). Malá část obce leží západně od Chasseronu v kotlině, kterou odvodňuje malá říčka Buttes do Areuse. Na severovýchodě se oblast rozkládá na úpatí Chasseronu s vrcholy Petit Suard (1234 m n. m.) a Les Coutettes (1222 m n. m.) a zahrnuje také kotlinu La Combe. V této oblasti se nacházejí zbytky morén z Rhonského ledovce z doby ledové. Na širokém hřebeni antiklinály Chasseron se nacházejí rozsáhlé jurské vysokohorské pastviny s typickými mohutnými smrky, které zde stojí buď jednotlivě, nebo ve skupinách. V roce 1997 bylo 5 % rozlohy obce pokryto zastavěnou plochou, 46 % lesy a lesními porosty, 49 % zemědělstvím a něco málo přes 1 % neproduktivní půdou.
Bullet zahrnuje vesnice a osady Les Rasses (1188 m n. m.) na jižním svahu Petites Roches, Les Cluds (1210 m n. m.) a Les Crosats (1206 m n. m.) a La Frête (známá také jako La Frêtaz, 1210 m n. m.) na předpolní terase Chasseronu, jakož i četné jednotlivé farmy roztroušené po výšinách Jury. Sousedními obcemi jsou Fiez, Fontaines-sur-Grandson, Grandevent, Novalles, Vugelles-La Mothe, Sainte-Croix.

## Historie

Letecký pohled (1970)

První písemná zmínka o obci pochází z roku 1323 pod názvem Buleto. Až do roku 1536 patřilo Bullet k panství Sainte-Croix. Poté patřila až do konce Staré konfederace pod bernské panství Yverdon. Po pádu Staré konfederace patřila obec v letech 1798–1803 v období Helvétské republiky ke kantonu Léman, který byl po vstupu v platnost mediační ústavy začleněn do kantonu Vaud. Do konce roku 1996 byla obec součástí okresu Grandson, od roku 1997 se stala částí nového okresu Jura-Nord vaudois.

## Obyvatelstvo
92,3 % obyvatel hovoří francouzsky, 5,8 % německy a 0,8 % italsky (údaj z roku 2000). Ke švýcarské reformované církvi se ve stejném roce hlásilo 76,2 % obyvatel, k církvi římskokatolické 12,8 % obyvatel. V roce 1860 měla obec Bullet celkem 767 obyvatel a v roce 1900 631 obyvatel. Zejména v letech 1950-1980 (436 obyvatel) byl zaznamenán silný odliv obyvatel. V posledních desetiletích je opět pozorován vzestupný trend.

## Hospodářství a doprava
Po dlouhou dobu byla obec Bullet charakteristická především zemědělstvím, dosud převažuje chov dobytka, zejména dojnic. Koncem 18. století zažila obec hospodářský rozmach díky hodinářskému průmyslu. Od poloviny 19. století až do 20. století byla významná výroba hudebních automatů.
Obec se nachází stranou od hlavních dopravních tepen. Hlavní přístup je přes odbočku z hlavní silnice z Yverdonu do Sainte-Croix. Bullet má také přímé silniční spojení se Sainte-Croix a Mauborget. Bullet je napojen na síť veřejné dopravy prostřednictvím postbusové linky do Sainte-Croix.

## Fotogalerie

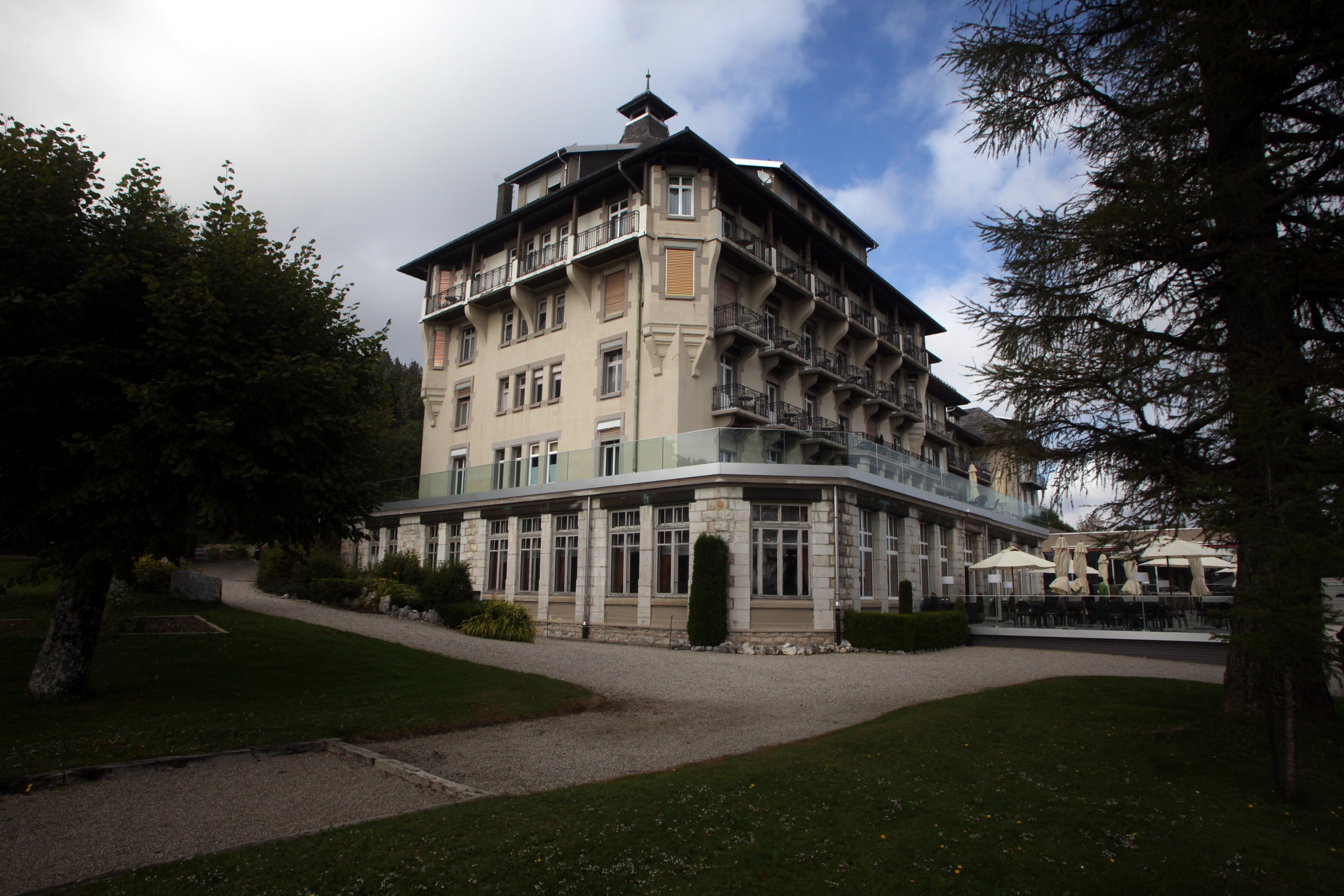
Grand Hôtel des Rasses
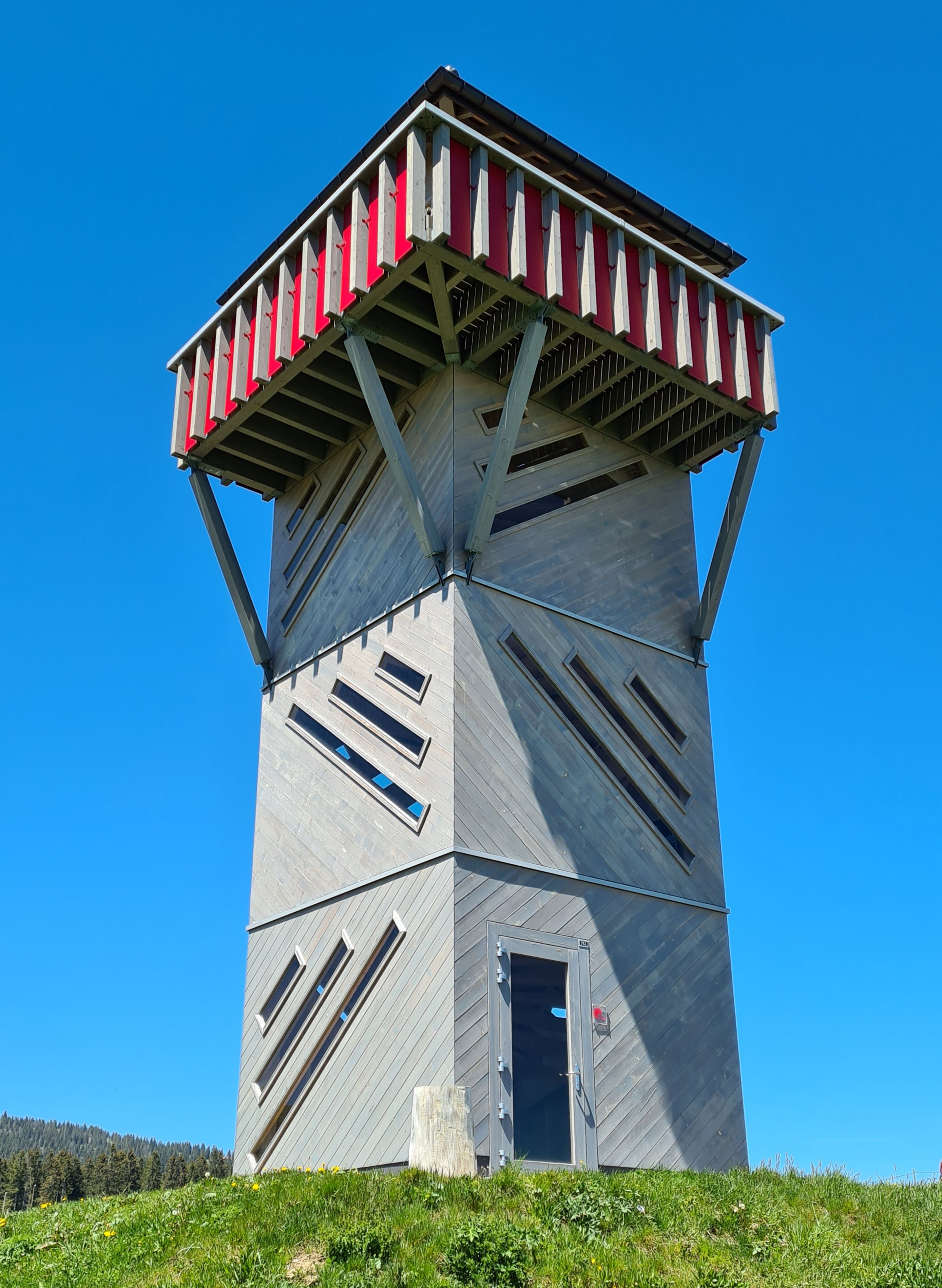
Rozhledna Tour de la Grand’Vy
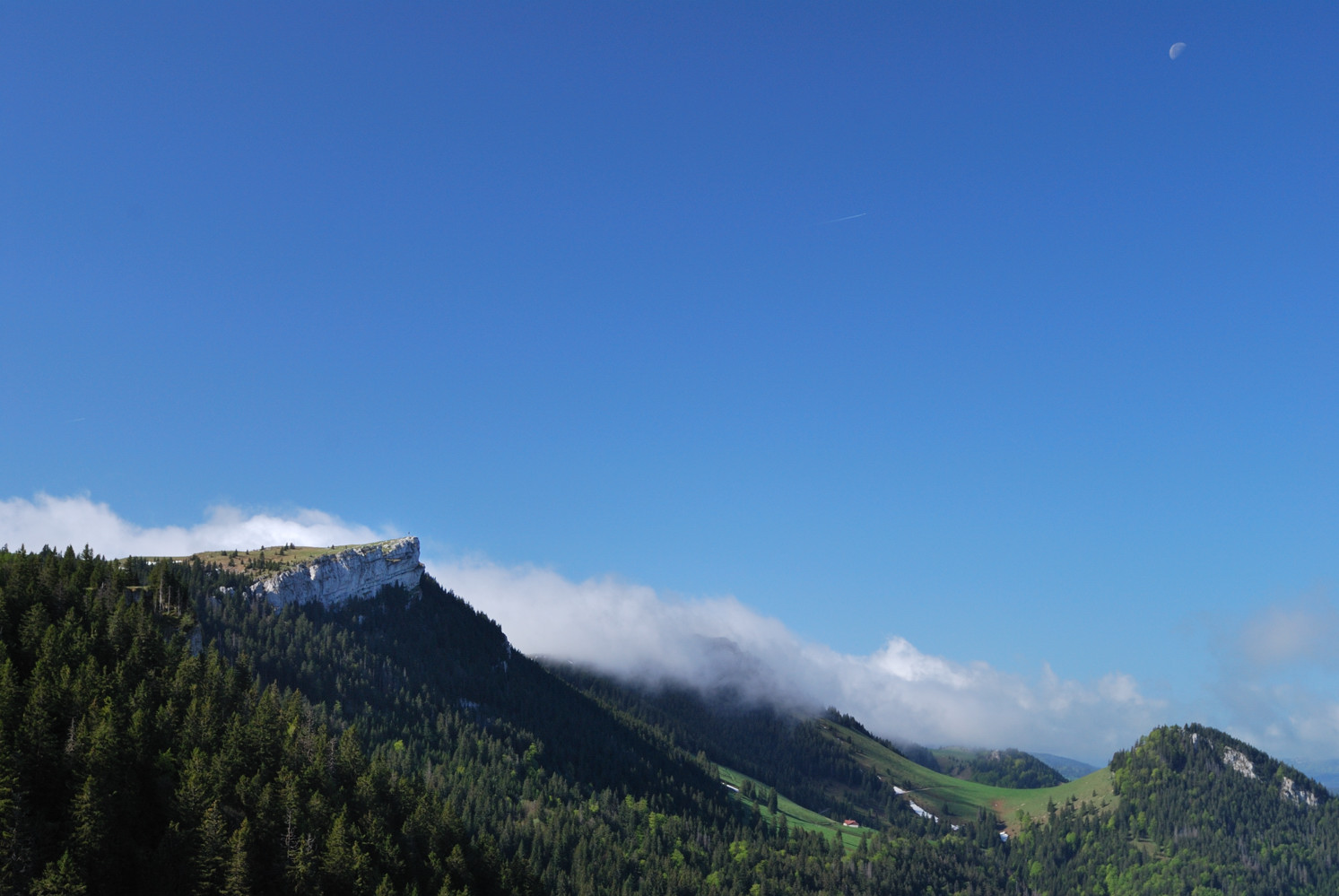
Le Chasseron